# 51e corps d'armée (Allemagne)
Pour les articles homonymes, voir 51e corps.
Le 51e corps d'armée (en allemand : LI. Armeekorps) était un corps d'armée de l'armée de terre allemande, la Heer, au sein de la Wehrmacht pendant la Seconde Guerre mondiale.

## Hiérarchie des unités
| Nom          | Nbre d'hommes       | Unités subalternes                | Grade de commandement                 |
| ------------ | ------------------- | --------------------------------- | ------------------------------------- |
| Heeresgruppe | + 300 000           | 2 à + Armeen (Armées)             | Generaloberst ou Generalfeldmarschall |
| Armee        | + 100 000 - 300 000 | 2 à + Armeekorps (Corps d'armées) | General ou Generaloberst              |
| Armeekorps   | + 30 000 - 80 000   | 2 à + Divisionen (Division)       | Generalleutnant ou General            |
| Division     | + 10 000 – 20 000   | 2 à 6 Brigaden (Brigade)          | Generalmajor ou Generalleutnant       |
| Brigade      | + 3 000 – 5 000     | jusqu'à 3 Regimentern (Régiment)  | Oberst ou Generalmajor                |

## Historique
Le LI. Armeekorps a été créé le 25 novembre 1940 dans le Wehrkreis XI.

À partir de juin 1942, il participe à l'opération Fall Blau au sein de la 6. Armee du général Paulus.
De septembre à novembre c'est le principal élément engagé dans la conquête de la ville de Stalingrad et il se voit affecter un nombre de plus en plus important d'unités, à mesure de l'épuisement de ses troupes et de ses besoins de renforts.
Encerclé dans Stalingrad fin novembre 1942 à la suite de l'offensive d'hiver soviétique, il est détruit à lors de la capitulation de la 6e armée le 31 janvier 1942.
Il est reconstitué comme LI. Gebirgs-Armeekorps au cours de l'été 1943.

## Organisation

### Commandants successifs
| Date                          | Grade                  | Commandant                    |
| ----------------------------- | ---------------------- | ----------------------------- |
| 25 novembre 1940 - 8 mai 1942 | General der Infanterie | Hans-Wolfgang Reinhard        |
| 8 mai 1942 - 31 janvier 1943  | General der Artillerie | Walther von Seydlitz-Kurzbach |

### Chef des Generalstabes
| Date                            | Grade       | Commandant      |
| ------------------------------- | ----------- | --------------- |
| 25 novembre 1940 - 28 août 1941 | Oberst i.G. | Wilhelm Ochsner |
| 28 août 1941 - 18 janvier 1943  | Oberst i.G. | Hans Clausius   |

### 1. Generalstabsoffizier (Ia)
| Date                             | Grade          | Commandant      |
| -------------------------------- | -------------- | --------------- |
| 25 novembre 1940 - 1er mars 1942 | Major i.G.     | Gerd von Coelln |
| 1er mars 1942 - Décembre 1942    | Major i.G.     | Leo Sprenger    |
| Décembre 1942                    | Hauptmann i.G. | Rudi Jahns      |

## Théâtres d'opérations
- Allemagne : Novembre 1940 - Juin 1941
- Front de l'Est : Juin 1941 - Septembre 1942
- Stalingrad : Septembre 1942 - Janvier 1943

## Ordre de batailles

### Rattachement d'Armées
| Date     | Armée          | Groupe d'Armées  |
| -------- | -------------- | ---------------- |
| 1940     |                |                  |
| Décembre | 2. Armee       | Heeresgruppe C   |
| 1941     |                |                  |
| Janvier  | 2. Armee       | Heeresgruppe C   |
| Avril    | 2. Armee       |                  |
| Juillet  | z. Vfg.        | Heeresgruppe Süd |
| Août     | 6. Armee       | Heeresgruppe Süd |
| 1942     |                |                  |
| Janvier  | 6. Armee       | Heeresgruppe Süd |
| Août     | Heeresgruppe B | OKH              |
| Décembre | 6. Armee       | Heeresgruppe Don |
| 1943     |                |                  |
| Janvier  | 6. Armee       | Heeresgruppe Don |

### Unités subordonnées

#### Unités organiques
- Arko 153
- Korps-Nachrichten-Abteilung 451
- Korps-Nachschubtruppen 451

#### Unités rattachées
| 3 septembre 1941 - 79. Infanterie-Division - 98. Infanterie-Division - 111. Infanterie-Division - 113. Infanterie-Division - 262. Infanterie-Division | 2 octobre 1941 - 44. Infanterie-Division - 79. Infanterie-Division | 4 novembre 1941 - 79. Infanterie-Division - 168. Infanterie-Division - 239. Infanterie-Division | 2 janvier 1942 - 44. Infanterie-Division - 57. Infanterie-Division - 297. Infanterie-Division | 6 février 1942 - 44. Infanterie-Division - 297. Infanterie-Division - 454. Sicherungs-Division |

| 10 mars 1942 - 44. Infanterie-Division - 97. Infanterie-Division - 454. Sicherungs-Division | 5 avril 1942 - 44. Infanterie-Division - 297. Infanterie-Division | 11 mai 1942 - 44. Infanterie-Division - 71. Infanterie-Division - 297. Infanterie-Division | 1er décembre 1942 - 71. Infanterie-Division - 79. Infanterie-Division - 295. Infanterie-Division - 305. Infanterie-Division - 389. Infanterie-Division - 100. Jäger-Division | 1er janvier 1943 - 71. Infanterie-Division - 79. Infanterie-Division - 295. Infanterie-Division - 305. Infanterie-Division - 389. Infanterie-Division - 100. Jäger-Division |

## Sources
- LI. Armeekorps sur Lexikon-der-wehrmacht.de